# 日本のタクシー大冒険
『日本のタクシー大冒険』（にっぽんのタクシーだいぼうけん）は、テレビ東京が2000年と2004年の2回にわたり制作したドキュメンタリー番組シリーズ。一般のタクシードライバーが運転する普通の日本のタクシー車両が、乗客1名を乗せてユーラシア、アメリカ両大陸を縦走するという内容である。

## 概要
第1弾は「テレビ東京2000年特別企画」と銘打って、2000年11月23日に放映された。第2弾は2004年7月18日及び19日に、テレビ東京40周年特別企画として放映された。第1弾・第2弾とも、日本ユネスコ協会連盟との共同企画であった。その後、BSジャパンで何度か再放送されたり、1時間ずつの数回に分け再編集した番組が放送されている。
番組で使用されたタクシーは第1弾・第2弾ともに、当時共同無線（現・日の丸自動車グループ）に加盟していた日生交通株式会社（本社：東京都練馬区）の車であった。同社は2010年に共同無線から日本交通グループに移籍している。

## 番組内容

### 史上初!東京〜ロンドン 大陸横断2万キロ 日本のタクシー大冒険（第1弾）
東京・数寄屋橋からタクシー発祥の地であるロンドンまで、タクシーでユーラシア大陸を横断する。テーマ曲はAdiemusの「Cu Chullain」。
- 運転手は、親子2代にわたり実際にタクシー運転手として従事している者からオーディションで選出され、入江武正（日生交通株式会社所属：番組内での通称は「入江のお父さん」）と入江武重（東都自動車交通株式会社所属：番組内での通称は「ジュニア」）の「入江親子」が担当した。
- 乗客は宅麻伸。目的地のロンドンには宅麻の妻の賀来千香子も駆けつけた。
- 収録は約3か月に及んだ。神戸港から中国・天津へ渡り、シルクロードを通って南ロシアから中欧へ抜け、フランスからイギリスへ渡った。
- 中央アジアや東欧などの大自然の中、はたまたパリなどのヨーロッパの街中を、日本ではよく見かけるスタイルのカラーリングのタクシーが疾走するという、シュールでインパクトのある映像が印象的だった。ゴール付近では地元ロンドンのタクシーが詰めかけ、3人にゴールを祝った。
- 車両は共同無線・日生交通の車両（トヨタ・クラウン（150系セダン後期））を使って運行された。燃料はLPGではなくガソリンを使用した。後にこの車両は、乗用車仕様にした後、東京からロンドンまでのタクシー代金を当てるクイズ（番組内で金額は放送されているため一種のキャンペーンクイズ）の賞品として視聴者にプレゼントされた。

### 日本のタクシー大冒険2（第2弾）
南アメリカ最南端から、アメリカ合衆国のニューヨークを目指す。テーマ曲はCuscoの「The Oracle Of Delphi」。
- 乗客は大鶴義丹、運転手は前回同様に親子タクシードライバーから選出された佐久間親子（父・侃と娘・綾子）。
- アルゼンチンのフェゴ島・ウシュアイアに何故か大鶴がおり、何故か走ってきた日本のタクシーを拾い「ニューヨークまで」と告げるシーンから始まる。そこからパタゴニア地方を北上、途中ではブラジル・アマゾンの悪路で先に進めないという事態も起きるが、ベネズエラからパナマへ渡って中央アメリカを北上、アメリカ合衆国を横断して無事ゴールのニューヨークに着いた。ニューヨークのプラザホテル前のゴール地点ではイエローキャブがホーンを鳴らして歓迎していた。
- こちらも共同無線・日生交通の車両を使用し、番組に使用後、東京でタクシーとして運用されていた。なお、この車両は、ナンバープレートと社名表示灯の番号が「7777」であり、「幸運を呼ぶタクシー」とされていた（ヤサカグループの「四葉のタクシー」と同じような役割である）。
- この回に使用されたクラウンはガソリン仕様のスーパーデラックスで、なぜかダッシュのパネルのみGパッケージ用の木目調パネルが装備されており、料金メーターもニシベのワンオフ改造されたものが装備されていた。番組終了後は日生交通のタクシーとして使用された（担当は番組に出演した佐久間綾子および第1弾出演の入江武正）。
- 冒険の途中で車体がスピンするアクシデントに遭い、左側のドア周辺部分を破損。板金修理をアルゼンチン・ブエノスアイレスの日系人親子が経営する自動車工場で行っていたが、その際に東京トヨペットからカラーコードを取り寄せていた。